# Richard Schabl
Richard Schabl – niemiecki narciarz, specjalista narciarstwa dowolnego reprezentujący barwy RFN. Jego największym sukcesem jest złoty medal w balecie narciarskim wywalczony podczas mistrzostw świata w Tignes. Nie startował na igrzyskach olimpijskich. Najlepsze wyniki w Pucharze Świata osiągnął w sezonie 1984/1985, kiedy to zajął 11. miejsce w klasyfikacji generalnej, a w klasyfikacji baletu narciarskiego był drugi. W sezonach 1982/1983 oraz 1983/1984 zdobywał małą kryształową kulę w klasyfikacji baletu, a w sezonie 1980/1981 był trzeci.
W 1986 r. zakończył karierę.

## Osiągnięcia

### Mistrzostwa świata
| Miejsce | Dzień    | Rok  | Miejscowość | Konkurencja      | Zwycięzca |
| ------- | -------- | ---- | ----------- | ---------------- | --------- |
| 1.      | 6 lutego | 1986 | Tignes      | Balet narciarski | -         |

### Puchar Świata

#### Miejsca w klasyfikacji generalnej
- sezon 1979/1980: 48.
- sezon 1980/1981: 18.
- sezon 1981/1982: 26.
- sezon 1982/1983: 16.
- sezon 1983/1984: 13.
- sezon 1984/1985: 11.
- sezon 1985/1986: 28.